# Alfredo Guevara
Alfredo Guevara, (La Habana, 31 de diciembre de 1925 - 19 de abril de 2013) fue un cineasta cubano.
Compañero de universidad del líder revolucionario Fidel Castro, Alfredo Guevara desarrolló su labor en el cine de Cuba a partir de 1959, tras el triunfo de la Revolución cubana: fue fundador del Instituto Cubano del Arte e Industria Cinematográficos (ICAIC), que dirigió, en dos etapas, durante tres décadas, y del Festival Internacional del Nuevo Cine Latinoamericano. Asimismo, fue profesor Emérito del Instituto Superior de Arte, que le otorgó el título de doctor honoris causa en Arte.
Estuvo vinculado con la UNESCO colaborando en materia de política cultural desde 1968 entre 1983 y 1992 fue embajador de Cuba ante esa organización representando a Cuba entre 1987 y 1991 en el Consejo Ejecutivo, del cual llegó a formar parte.
En 1983 recibió la Medalla de Oro Federico Fellini que le entregó el director general de la UNESCO Federico Mayor Zaragoza y fue la primera que se entregó a un cineasta. El presidente de Francia, François Mitterrand, le otorgó la Orden de la Legión de Honor de la República Francesa, en el grado de Comendador.
En Cuba recibió la Orden Félix Varela de Primer Grado, máximo reconocimiento de la Cultura cubana y en el 2008 el Premio de la Latinidad, por su contribución a la cultura cubana y por sus esfuerzos a favor del desarrollo y la difusión del cine latinoamericano y caribeño. En marzo de 2009 le fue concedida la Orden José Martí, la más alta distinción del Estado cubano, de manos del presidente Raúl Castro. 

## Biografía
Alfredo Guevara nació el 31 de diciembre de 1925 en La Habana en Cuba. Después de sus estudios de primaria y bachillerato cursó la carrera de Filosofía y Letras en la Universidad de La Habana donde se doctoró. Allí conoció a Fidel Castro coincidiendo en la organización de diversas actividades políticas. Esta amistad la mantendría hasta su muerte. Padeció tuberculosis en su juventud, pero se curó.
En la Universidad de La Habana se desarrollaba una gran actividad política frente al gobierno de Ramón Grau San Martín. Muchos universitarios que participaban en esos actos de protesta dieron el paso a la actividad política. Alfredo Guevara se integró en las filas de Juventud Comunista. En esa actividad política universitaria coincidió con Fidel Castro con quien entabló amistad que se fue agrandando al calor de la lucha revolucionaria. En 1947 fue elegido secretario general de la FEU en la Universidad de La Habana, en una elección que le ganó a Castro, que aspiraba a ese cargo. En 1948 ambos coincidieron en las protestas que siguieron al asesinato del político colombiano Jorge Eliecer Gaitán hechos conocidos como el Bogotazo. 
En la década de 1950, cursó estudios superiores de Dirección Teatral y fue uno de los fundadores del Grupo Teatro Estudio y de la Sociedad Cultural Nuestro Tiempo. En 1955 participó, junto al cineasta Julio García Espinosa y otros artistas en la producción de El Mégano, filme documental considerado como antecedente del Nuevo Cine Cubano, que denunciaba las condiciones de vida en Cuba durante la dictadura de Fulgencio Batista. Colaboró como asistente de producción de Manuel Barbachano y en la realización de los cortos semanales Cine Verdad. En 1958 trabajó como asistente de dirección de Luis Buñuel en Nazarín.
Guevara se exilió en México durante los últimos años de la dictadura de Fulgencio Batista. Volvió a Cuba después del triunfo de la Revolución cubana donde formó parte del núcleo gobernante que fraguó las leyes revolucionarias más radicales, como la ley de la reforma agraria, en los primeros momentos de la revolución.
Antes de acabar el primer año del triunfo de la Revolución se creó el Instituto Cubano del Arte e Industria Cinematográficos (ICAIC). Guevara fue su impulsor y su primer presidente. Se mantuvo frente al ICAIC hasta el año 1983. En ese período se produjeron películas como La muerte de un burócrata, Memorias del subdesarrollo y La última cena que dirigió Tomás Gutiérrez Alea y Lucía de Humberto Solás. El ICAIC siempre fue un espacio de creación donde existieron márgenes para la crítica y la libertad creativa.
En 1969 se creó el Grupo de Experimentación Sonora apadrinado por el ICAIC. Este grupo fue el embrión del  Movimiento de la Nueva Trova cubana del que formaron parte, entre otros relevantes cantautores, Silvio Rodríguez y Pablo Milanés.
En 1975, cuando se crea el Ministerio de Cultura, es nombrado Viceministro. Como responsable del ICAIC creó la Cinemateca de Cuba, el Noticiero ICAIC Latinoamericano, la revista Cine Cubano y el Grupo de experimentación Sonora del ICAIC. También impulsó el movimiento plástico cubano que cambió el diseño del cartel cinematográfico.
Fundó en 1979 el Festival Internacional del Nuevo Cine Latinoamericano con el objetivo de promover la unidad de los cineastas latinoamericanos; fue presidente de este festival hasta su muerte. El cantautor Silvio Rodríguez dedicó «Blancanieves», una canción inédita de 1986, «a la Fundación del Nuevo Cine Latinoamericano y a Alfredo Guevara».
En 1983 deja la dirección del ICAIC y se traslada a París como embajador de Cuba ante la UNESCO, con quien ya colaboraba desde 1968 como especialista en políticas culturales, regresando en 1991 de nuevo al ICAIC.
El 19 de abril de 2013 falleció en La Habana de un ataque cardíaco a la edad de 87 años.

## Condecoraciones
- Orden Nacional de La Legión de Honor, en el grado de Comendador, otorgada por el presidente de la República Francesa, François Mitterrand.
- Medalla de Oro Federico Fellini, otorgada por primera ocasión a un cineasta.
- Título de doctor honoris causa en Arte otorgado, por el Instituto Superior de Arte de Cuba.
- Orden Félix Varela de Primer Grado, otorgada por el Consejo de Estado de la República de Cuba, máxima distinción de la cultura cubana.
- Orden José Martí, la más alta distinción del Estado cubano, de manos del presidente Raúl Castro.
- Premio Nacional de Cine .
- Distinción de la revista cultural "La Jiribilla" (Cuba), "por la hondura de su pensamiento su presencia creadora en el quehacer cultural de la Nación".[5]